# Jump King
『Jump King』（ジャンプ・キング）は、Nexileが開発したアクションゲーム。プレイヤーは縦に長いマップで落下しないようにジャンプして頂上を目指す。2019年5月3日にMicrosoft Windows向けにSteamで発売され、2020年6月9日にNintendo Switch、PlayStation 4、Xbox One向けに発売された。
本作はその難度から大きな注目を集め、多数の動画配信者がプレイした。

## システム
プレイヤーは様々な足場で構成されている縦に長いステージで頂上を目指す。操作はジャンプと左右への移動の2種類のみであり、ジャンプの飛距離はボタンを押す長さによって36段階に変化する。段差などで下に落ちることはあるが、ゲームオーバーに繋がる要素はない。
「New Babe」「New Babe＋」「Ghost of the Babe」の3つのコースが存在する。

## 開発
開発元であるNexileのフェリックス・ワールストロムは、「『Jump King』はあなたを馬鹿にするために作られた」と述べた。Nexileは、本作は「忍耐力を必要とする」ゲームであり、「怒り」をうまくコントロールする練習になるとコメントしている。2019年5月3日にMicrosoft Windows向けにSteamで発売され、2020年6月9日にNintendo Switch、PlayStation 4、Xbox One向けに発売された。日本語版は2020年12月17日、Nintendo SwitchとPlayStation 4向けにPikiiから発売された。
2024年7月には続編となる『JUMP KING QUEST』を開発していることが発表された。

## 評価
レビュー収集サイトの『Metacritic』では、Nintendo Switch版とPlayStation 4版はともに「賛否両論または平均的」な評価を受けた。『電撃オンライン』は「失敗しやすく、失敗に対するペナルティが重くなりうるゲーム性なので間違ってもストレスのたまらないゲームとは言えません」と述べる一方で、「次第に頭の中で描いた軌道どおりにジャンプが成功するシーンが増えていくことは間違いなく快感」であると評価した。『ニンテンドー・ワールド・レポート』のスティーヴン・グリーンは、このゲームのデザインは本質的には良いものではないが、「自分自身とゲームとの間の個人的な挑戦として解釈することができれば、このプラットフォーマーはNintendo Switchにおけるよりユニークな体験を提供する」と評価した。『スイッチ・プレイヤー』のオリバー・ロデリックは、このゲームが意図的に難しくデザインされていると指摘しつつも、「本当にしっかりしている」と表現した。『ザ・デジタル・フィックス』のアンドルー・ショーはこのゲームの難度、サウンドトラック、「とても切り詰められているが、それでも鮮やかで刺激的な16ビットのアートスタイルと、同様にレトロな効果音」を称賛した。『フィンガー・ガンズ』のポール・コレットは、ゲームに運の要素が全くないにもかかわらず、ゲームは「プレイヤーのスキルではなく、運に左右される」と評価した。
本作はその難度から大きな注目を集め、多数の動画配信者がプレイした。
本作のシステムと難度は『Getting Over It with Bennett Foddy』や『Only Up!』に似ていると言及されることがある。